# Guerra interna de 1972 (Uruguay)
El estado de guerra interna de 1972 fue un breve conflicto armado en el que el gobierno de Uruguay llevó adelante una represión a nivel nacional contra las guerrillas de extrema izquierda por medio de la implantación de la ley marcial. La guerra interna fue declarada por la Asamblea General de Uruguay el 15 de abril de 1972.

## Antecedentes y declaración
El estado de guerra fue declarado luego de un período de violencia política generalizada. En el contexto de una profunda crisis inflacionaria, el gobierno había asumido el rol de fijar precios y salarios por medio de la COPRIN, y había anunciado un aumento salarial del 20% para abril de 1972, en contra del 40% que habían exigido los sindicatos. Esto llevó a la reanudación de la movilización social, que se había mitigado en los meses anteriores, tanto de parte de los sindicatos como desde organizaciones estudiantiles.
La guerrilla urbana intensificó su actividad ese mes: un teniente militar recibió un disparo en el estómago de parte de Raúl Sendic en la ciudad de Mercedes, guerrilleros de izquierda coparon el Consejo Nacional de Asignaciones Familiares y tomaron una tienda de electrodomésticos, mientras que paramilitares de extrema derecha atacaron los hogares de Zelmar Michelini y Enrique Rodríguez Fabregat. Uno de los golpes terroristas más impresionantes del período fue la huida de 21 tupamaros de la cárcel de Punta Carretas.

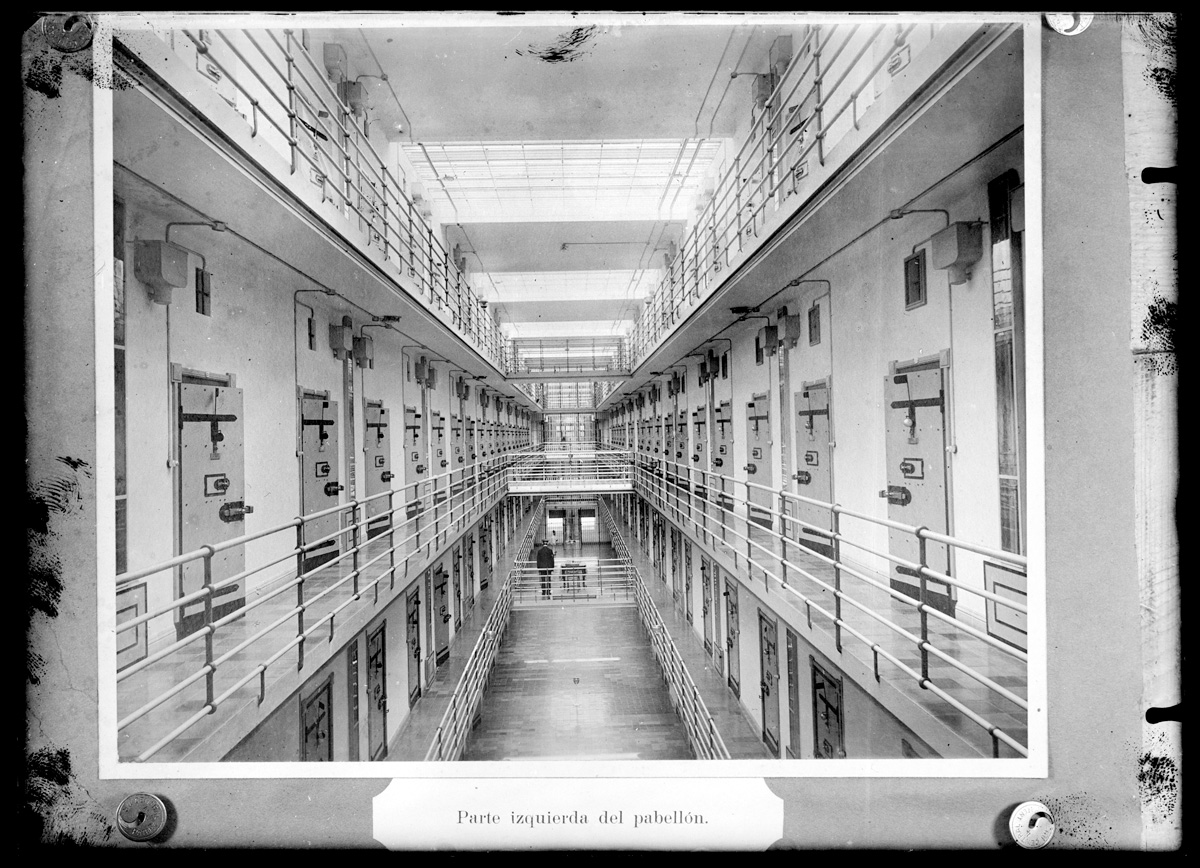
Cárcel de Punta Carretas, 1918.

El ataque más importante, sin embargo, fue la serie de asesinatos llevada a cabo por el MLN-T el 14 de abril. En la mañana, el grupo ejecutó a tres soldados que viajaban en un auto. El capitán de corbeta Ernesto Motto también fue asesinado esa mañana mientras salía de su hogar, y el profesor Armando Acosta y Lara también fue acribillado por un francotirador mientras salía de su casa. Los tupamaros también intentaron matar a Miguel Sofía, un supuesto líder de los escuadrones de la muerte. En el fallido operativo, dos tupamaros fueron asesinados y el policía Juan Carlos Reyes acabó severamente herido.
En el mismo día, las Fuerzas Conjuntas irrumpieron en la casa de los tupamaros Luis Martirena e Ivette Jiménez, a quienes ejecutaron en el proceso. Eleuterio Fernández Huidobro y David Cámpora, quienes se encontraban ocultándose en la casa, fueron encarcelados tras el operativo. El ejército allanó otra residencia ese día, en un operativo en el que cuatro personas acabaron muertas.
Se llevaron adelante un total de 13 asesinatos en menos de 24 horas. Ese mismo día, las fuerzas policiales invadieron las sedes del Partido Comunista de Uruguay, del Movimiento 26 de Marzo y del Partido Demócrata Cristiano. El presidente Juan María Bordaberry anunció esa noche por cadena nacional que solicitaría al Parlamento declarar el país en estado de guerra interna al día siguiente. El evento sería recordado como el "día de sangre", y no solo marcó el inicio de la preeminencia de las fuerzas armadas en la lucha contra el terrorismo, sino que también redujo drásticamente la popularidad de los movimientos guerrilleros. Fernández Huidobro luego admitiría que la ofensiva del 14 de abril se había tratado de un "grave error de apreciación".

Senadores tras las elecciones generales de 1971, con representantes del Frente Amplio, Colorados y Blancos.

Al día siguiente, en la sesión parlamentaria en la que se discutiría la declaración, el senador Enrique Erro leyó una serie de documentos compilados por los tupamaros bajo el nombre de "Actas de Bardesio", en los que la guerrilla justificaba los asesinatos del día anterior afirmando que quienes habían sido ejecutados eran figuras directivas de los escuadrones de la muerte, un cúmulo de parapoliciales de extrema derecha. El informe, supuestamente escrito por un fotógrafo secuestrado por los Tupamaros, acusaba al gobierno de aprobar el accionar de los escuadrones, a quienes también responsabilizaba por la desaparición forzada del militante tupamaro Héctor Castagnetto. La obra afirmaba que el fotógrafo, como miembro del escuadrón, había presenciado cómo Castagnetto era personalmente torturado por Miguel Sofía y otras figuras importantes, y mencionaba la participación de dos policías brasileños en el operativo. Bardesio luego aseguraría a la policía que sus declaraciones eran falsas y que se lo había forzado a hablar mediante tortura psicológica.

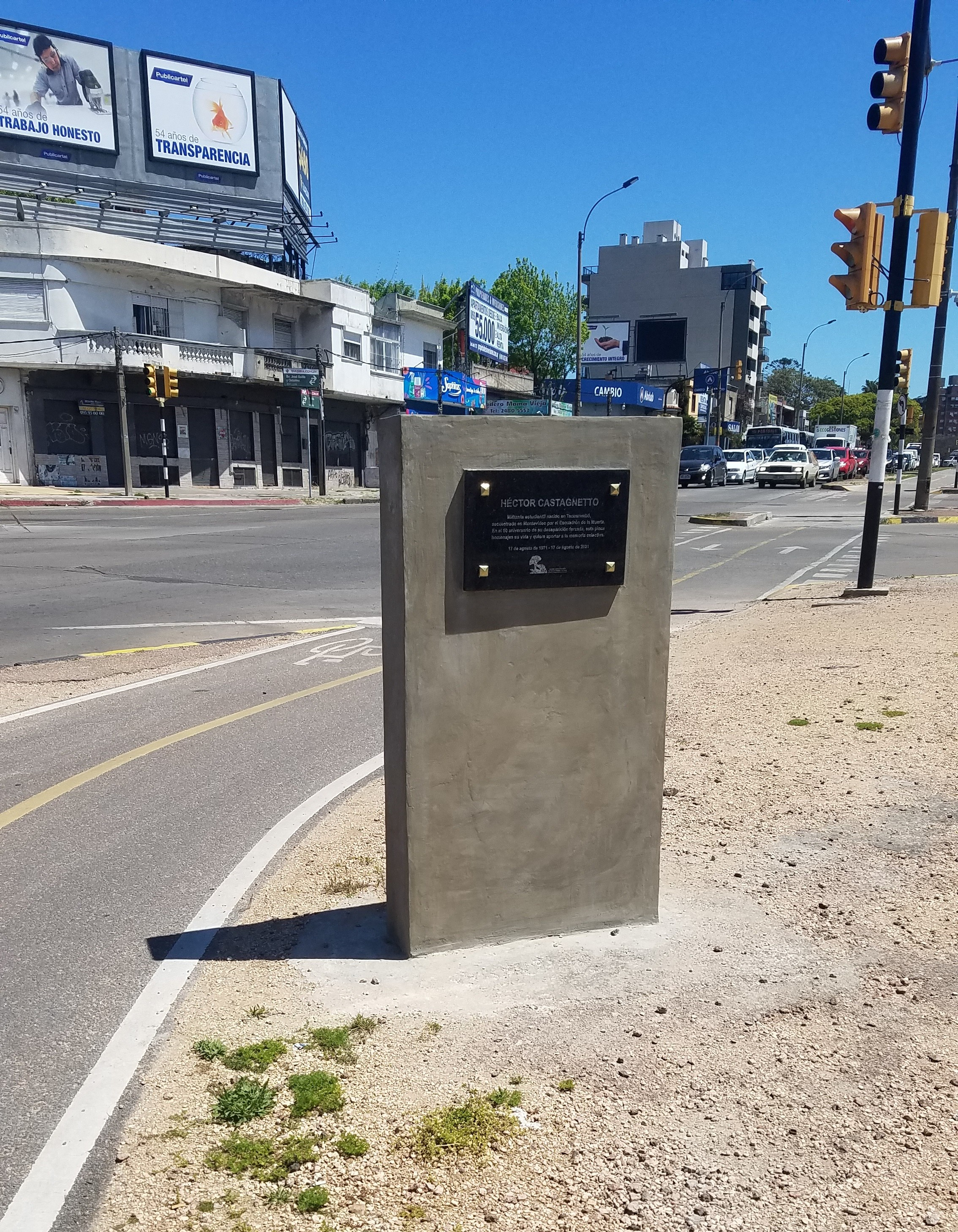
Placa conmemorativa en el lugar de la desaparición de Héctor Castagnetto.

De todos modos, la reputación de los Tupamaros ante la población fue severamente dañada luego de los eventos. El movimiento ya había informado al senador comunista Rodney Arismendi que la guerrilla se encontraba preparada para entrar en guerra abierta contra el ejército el 14 de abril, una iniciativa que el parlamentario calificó de "locura". El parlamento votó a favor de la declaración, con el apoyo tanto de blancos como decolorados. Una serie de ataques terroristas de extrema derecha se llevaron a cabo durante la sesión: se intentó asaltar varias casas de personalidades de izquierda y la embajada soviética, y un grupo de jóvenes que insultaban a los políticos del Frente Amplio desde las barras intentaron propinar una paliza al senador Erro posteriormente. Las clases en los liceos fueron suspendidas por 10 días y, luego de un período de ley marcial a nivel nacional, el estado de guerra interna fue reemplazado por la definitiva Ley de Seguridad del Estado.

## Operativos y desarrollo

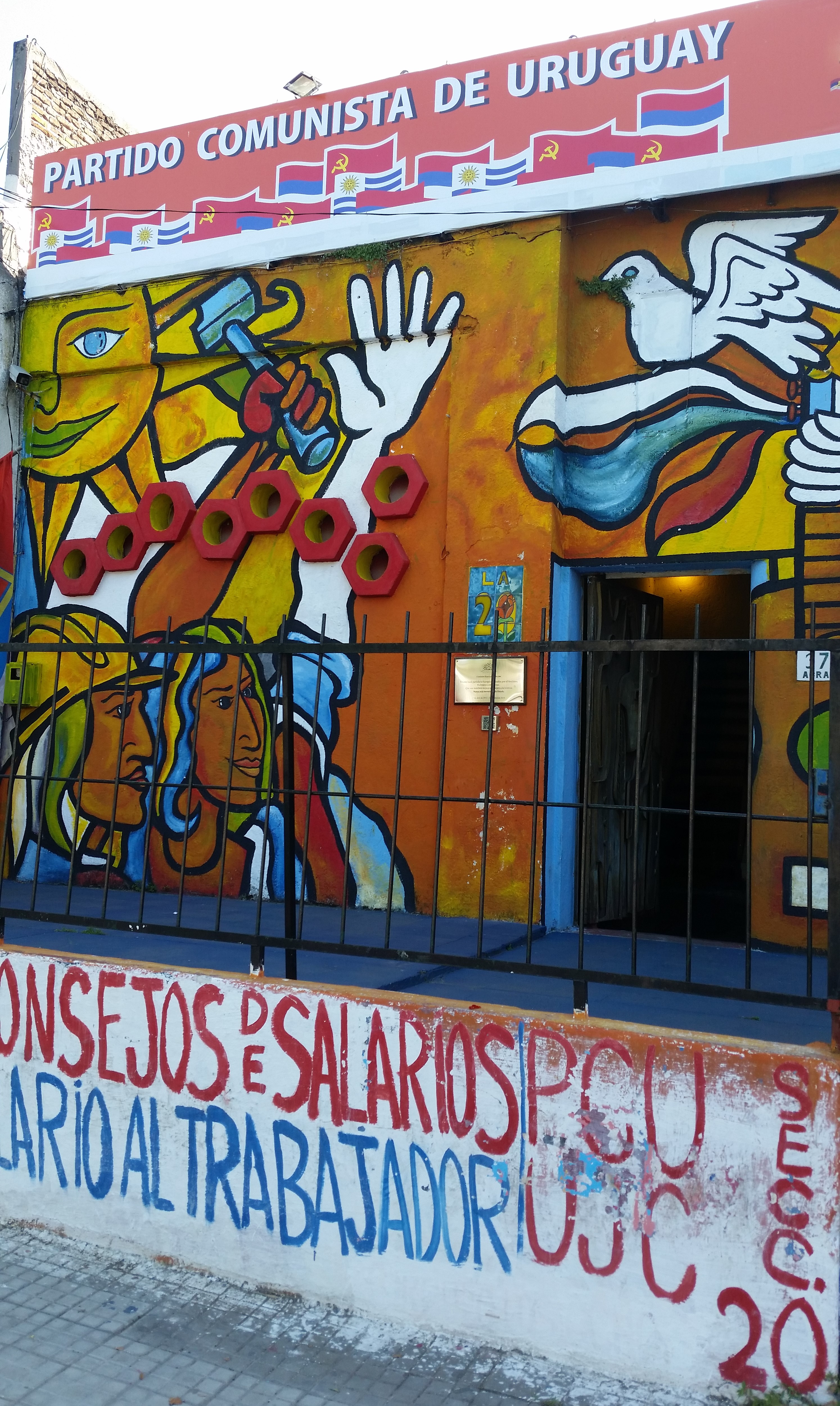
Local del Partido Comunista donde tuvieron lugar los hechos del 17 de abril.

El 17 de abril, las Fuerzas Conjuntas realizaron un operativo contra una sede del Partido Comunista, en el que 1 policía y 8 militantes fueron asesinados. El ejército comunicó que los comunistas habían disparado primero, mientras que el Partido afirmó que el procedimiento tenía el asesinato de los militantes como objetivo explícito considerando los huecos en la versión oficial.
Luego de un evento de fuego amigo en el que dos soldados murieron durante una operación, el servicio de inteligencia aconsejó a Bordaberry que reorganizara nuevamente el liderazgo militar para paliar la "anemia de mando". Los generales Gregorio Álvarez y Ramón Trabal, jefes del Estado Mayor Conjunto y del Servicio de Información respectivamente, redactaron un plan orientado a "ganar la guerra", basado en el corte de suministros a la guerrilla mediante una estricta vigilancia social, una extensa labor de contrainteligencia, y el sabotaje de las campañas de reclutamiento de los tupamaros.
Los militares continuaron realizando allanamientos en todo el país, lo que derivó en tiroteos en las ciudades de Fray Bentos y Mercedes en los que 2 soldados resultaron heridos. Los días 24 y 25 de abril, 7 tupamaros fueron detenidos en Dolores y otro fue asesinado. Cuatro días más tarde, el general de izquierda Líber Seregni pronunció un discurso llamando a la paz, afirmando que "si es que estamos en guerra, esta tiene dos modos fundamentales de resolución: por el diálogo entre las partes o por el exterminio" y pidió un acuerdo de "justicia" entre el gobierno y la guerrilla.
El alegato enfureció a Bordaberry, que pronunció un discurso agresivo por cadena nacional contra los "falsos apóstoles de la paz", afirmando que "el lobo intenta ponerse la piel de cordero" y enfatizando el deber del Estado de destruir a las guerrillas. El presidente manifestó sus deseos de paz, pero planteó que una paz "auténtica y duradera" requiere "la buena fe y la sinceridad de quienes la invocan". Bordaberry señaló al Frente Amplio como hipócrita, y destacó que el partido había justificado previamente la violencia guerrillera y abrazado "una intolerancia ideológica como nunca conoció la Historia política del país", y celebró irónicamente que "nunca es tarde para sentarse en la mesa de la paz". Sin embargo, argumentó el presidente, las muertes de policías y de guerrilleros no podían considerarse iguales y, por respeto a las primeras, debía reanudarse el conflicto.
Para el final de abril, la guerrilla había ejecutado a 5 personas y cometido 37 atentados terroristas (22 contra edificaciones y 15 contra vehículos), 10 tupamaros y 7 comunistas habían muerto a manos de las Fuerzas Conjuntas, 64 personas habían sido encarceladas y 11 escondites guerrilleros habían sido descubiertos, de los cuales 3 se encontraban en el campo.
La guerrilla continuó con sus ataques. El 9 de mayo la OPR-33 secuestró al empresario Hugo Molaguero, a quien liberó en agosto luego de someterlo, según sus declaraciones, a un "trato inhumano". Poco después, el gobierno arrestó a los líderes tupamaros Mario Píriz Budes y Mauricio Rosencof. El 18 de mayo, el MLN-T intentó un atentado contra el comandante en jefe de las Fuerzas Armadas Florencio Gravina, en el que cuatro soldados que se encontraban de guardia fueron asesinados a balazos dentro de un jeep. José Mujica definió las muertes como "una típica acción de guerra" en "el domicilio del jefe máximo de un ejército que estaba en guerra", mientras que un jerarca militar declararía que "ni en la guerra se mata así". El asesinato de cuatro soldados en el Día del Ejército fue particularmente significativo, ya que logró convencer de continuar con el conflicto a los sectores de las fuerzas armadas que se mostraban reacios ante su nuevo rol.
En un informe del 13 de mayo, un informe oficial del ejército anunció que se había detenido exitosamente a 256 personas, se habían incautado 70 armas largas y 500 cortas, y 40 escondites habían sido descubiertos. Desde la declaración formal de la guerra, 18 personas habían sido asesinadas. El 16 de mayo 16 tupamaros fueron arrestados en Treinta y Tres. El 22, las Fuerzas Conjuntas allanaron una "Cárcel del Pueblo" abandonada en Calle Constitución, una instalación utilizada para secuestros y torturas clandestinas por parte de los Tupamaros, además de su fábrica de explosivos. Una enfermería clandestina sería descubierta al día siguiente.
El mismo día, se presentaron en el senado acusaciones de tortura en los cuarteles uruguayos. Dos días más tarde, las acusaciones se confirmaron cuando el militante democristiano Luis Carlos Batalla fue asesinado a golpes en una instalación militar en Treinta y Tres. El ministro de Defensa sería posteriormente interpelado por el Parlamento.
La principal Cárcel del Pueblo que se mantenía en actividad fue descubierta el 26 de mayo, y sus dos prisioneros Ulysses Pereira Reverbel y Carlos Frick Davie fueron inmediatamente liberados. La Cárcel se encontraba bajo una casa donde vivía una familia. El ejército ya había llevado adelante allanamientos en las casas aledañas, y llevó adelante un operativo a gran escala para lograr la liberación con vida de los prisioneros. Quienes guardaban la prisión tenían la orden de ejecutar a los rehenes si el gobierno los descubría, pero la ignoraron. La caída de la Cárcel supuso un fuerte golpe moral para el MLN, al punto que varias de sus figuras relevantes como Amodio Pérez o Mariano Píriz Budes comenzaron a colaborar en secreto con las FFCC para salvar sus vidas. Estas deserciones resultaron centrales para el posterior desmantelamiento del movimiento.
Los Tupamaros serían rápidamente neutralizados posteriormente. El 27 de mayo, un gran número de tupamaros fue arrestado en Paysandú. El 31, 20 supuestos guerrilleros fueron detenidos en Melo, otros 7 en Maldonado, 10 en Paso de los Toros, 8 en San José y 43 en Artigas. El 13 de junio, la célula tupamara de Paysandú fue completamente derrotada luego de un operativo en el que murieron 3 personas y 94 fueron hechos prisioneros. Más adelante, ese mes 59 sospechosos fueron detenidos en Treinta y Tres, 49 en Artigas, 68 remanentes en Paysandú, 19 en Salto y 12 en Florida. Ya en julio, 45 tupamaros fueron arrestados en Paso de los Toros, 34 en Florida y 39 en Río Negro. Los culpables de los asesinatos de Delega y de Acosta y Lara, del secuestro de Molaguero y de la masacre en la casa de Gravina también fueron capturados ese mes. En agosto, 31 guerrilleros se rindieron en Paysandú, 13 fueron arrestados en Salto y otros 13 fueron detenidos en Colonia.
A pesar de que los Tupamaros buscaron contraatacar y lograron ejecutar a 7 personas, el movimiento fue casi completamente desmantelado durante la guerra interna y perdió toda posibilidad real de tomar el poder. Entre los siete asesinatos se encontraba en del hermano de Gregorio Álvarez, el coronel Artigas Álvarez, quien fue acribillado frente a su familia mientras llevaba a sus hijos al colegio. Las protestas e indignación pública despertadas por el caso, ya que Álvarez era reputado como una figura moderada sin vínculos con la tortura, causaron una radicalización de las políticas contraterroristas de parte del ejército. Luego de que el asesino de Álvarez fuera capturado en agosto, las FFCC lo golpearon hasta dejarlo en coma. La familia del tupamaro luego aseguraría que, por orden de Gregorio Álvarez, se había negado comida y atención médica al guerrillero luego de su hospitalización, lo que habría causado su muerte 17 días después.

## Resultado y negociaciones

### Ley de Seguridad del Estado
Si bien el estado de guerra interna fue formalmente reemplazado por la Ley de Seguridad del Estado el 10 de julio, el conflicto continuó y las políticas represivas no hicieron más que agravarse. La ley daba al ejército aún más poderes a la hora de combatir a las guerrillas, creaba nuevos delitos y ampliaba la jurisdicción de los tribunales militares. Por otra parte, la Ley también permitía formalmente que el ejército mantuviera prisioneros en los cuarteles.

### Negociaciones fallidas
El 26 de junio, por orden de Bordaberry, el gobierno organizó una reunión con los líderes tupamaros encarcelados para ofrecerles aceptar su rendición incondicional. Cristi y Álvarez habían comunicado en los días previos que los Tupamaros estaban dispuestos a rendirse a cambio de una serie de reformas políticas y económicas, además de su reubicación en granjas penales, pero Bordaberry rechazó la propuesta y exigió su desmovilización total y juicio sin condiciones. Luego de la reunión, Fernández Huidobro fue enviado por el gobierno a negociar la rendición con los líderes tupamaros que aún no habían sido arrestados. Los comandantes rechazaron abiertamente la propuesta del Estado y escribieron su propio proyecto, que incluía un extenso número de leyes que deberían aprobarse a cambio de la desmovilización del grupo. Luego del rechazo de la propuesta por parte de los militares, Raúl Sendic fue personalmente a negociar a las instalaciones del ejército, pero fue informado que las negociaciones habían finalizado por órdenes del gobierno.

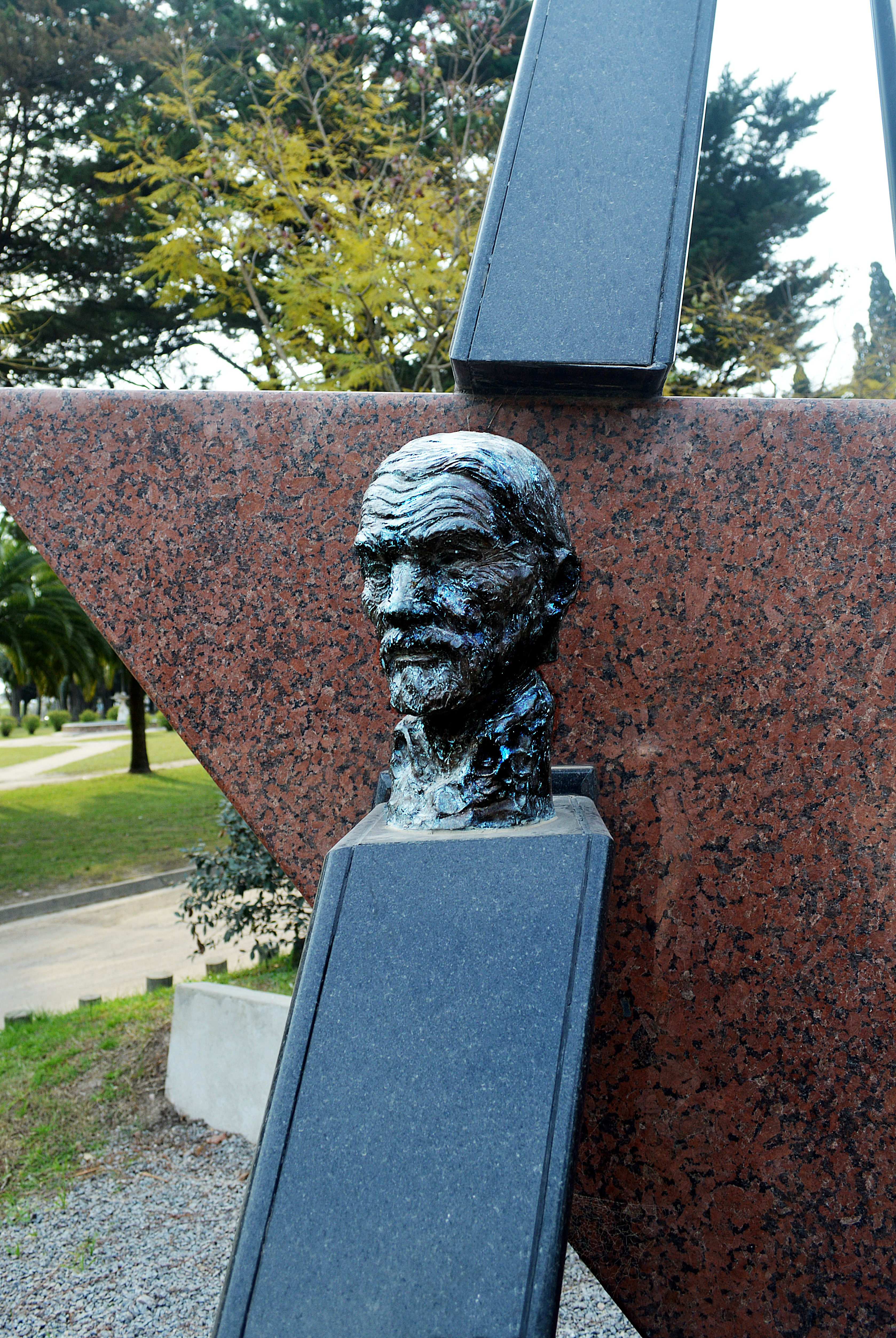
Monumento a Raúl Sendic en Trinidad, Flores.

Tras la negativa gubernamental, los Tupamaros intentaron iniciar un escándalo político y organizaron un acto público del Movimiento de Independientes 26 de Marzo, en el que se informó a la población que el ejército se encontraba negociando con los guerrilleros en sus cuarteles. Los altos mandos militares publicaron un comunicado negando cualquier involucramiento, pero evidencia de los eventos fue presentada en el parlamento y causó indignación social. A pesar de que una reanudación de las negociaciones fue intentada brevemente, se las canceló abruptamente. El ejército las dio por finalizadas con la ejecución de tres tupamaros, a lo que las guerrillas reaccionaron con el asesinato del coronel Álvarez. La breve tregua entre ambos bandos acabó definitivamente, la violencia armada se intensificó y las torturas se hicieron más comunes.
Sendic, el último líder tupamaro en libertad, intentó iniciar negociaciones con el general Julio Marenales, pero estas terminaron luego del asesinato de otro guerrillero. Sendic finalmente fue arrestado el 1 de setiembre. El MLN, de todos modos, no fue formalmente disuelto y continuó tomando parte en acciones políticas y armadas luego de su captura. Los Tupamaros se mantuvieron activos en Uruguay hasta noviembre de 1973, y luego continuaron operando en el exilio. Unos pocos miles de exiliados se mantenía en Argentina, Cuba y Chile, e intentaron organizar un regreso al país. Luego de algunos intentos de coordinación internacional, sin embargo, el aislamiento y la falta de comunicación entre las células causó el fracaso del proyecto.

## Otras lecturas
- Blixen, Samuel; Patiño, Nilo (2023). Intrigas cruzadas: mafia y terrorismo en las Fuerzas Armadas (1ra edición). Montevideo: Brecha. ISBN 978-9974-642-08-9.
- Haberkorn, Leonardo (2008). Historias tupamaras: nuevos testimonios sobre los mitos del MLN (1ra edición). Montevideo: Fin de Siglo. ISBN 978-9974-49-438-1.
- Lessa, Alfonso (2003). Estado de guerra: de la gestación del golpe del 73 a la caída de Bordaberry. Montevideo: Fin de Siglo. ISBN 9974-49-072-3.